# A Moment of Forever
Az A Moment of Forever Kris Kristofferson 1995-ben megjelent albuma.

## Információ
A Third World Warrior (1990) sikertelensége után Kristofferson 5 évig nem adott ki új lemezt. Aztán régi jóbárátja és producere Don Was rábeszélésre úgy döntött, hogy régi dalait új köntösbe öltözteti s megszületett a Moment of Forever. Az albumot végül egy független lemezcég a Justice Records adta ki 1995-ben. A lemezen Kris olyan híres sessionzenészekkel dolgozik együtt, mint Jim Keltner és Benmont Tench, aki a Tom Petty and the Heartbreakers egyik alapító tagja volt.

## Dalok
1. A Moment of Forever (Kristofferson, Daniel Timms) – 4:07
2. Worth Fighting For (Kristofferson, Timms) – 5:27
3. Johnny Lobo (Kristofferson) – 5:09
4. The Promise (Kristofferson) – 4:42
5. Shipwrecked in the Eighties (Kristofferson) – 4:04
6. Slouching Toward the Millennium (Kristofferson) – 3:42
7. Between Heaven and Here (Kristofferson)– 3:46
8. Casey's Last Ride – (Kristofferson)4:09
9. Good Love (Shouldn't Feel So Bad) (Kristofferson)– 3:37
10. New Game Now (Kristofferson) – 4:24
11. New Mister Me (Kristofferson) – 3:11
12. Under the Gun (Kristofferson, Guy Clark) – 4:40
13. Road Warrior's Lament – 5:46
14. Sam's Song (Ask Any Working Girl) – 1:51

## Munkatársak
- Kris Kristofferson ének, akusztikus gitár, szájharmonika
- Danny Timms – akusztikus gitár, zongora
- Jimmy Powers – szájharmonika
- Suzie Katayama – cselló
- Sir Harry Bowens – ének, gitár
- Jim Keltner – dob
- Dean Park – elektromos gitár, mandolin
- Billy Swan – gitár, ének
- Don Was – basszusgitár